# Ист, Уоррен
Уоррен Ист (англ. David Warren Arthur East; род. 27 октября 1961) — британский инженер и предприниматель, президент и член совета директоров британской компании Rolls-Royce Motor Cars, в 2001—2013 годах руководил компанией ARM Ltd..
Член Лондонского королевского общества (2017).

## Биография
В 2001—2013 годах Ист работал в качестве CEO в британской компании ARM Ltd., и за это время его компания стала одним из ведущих в мире разработчиков микрочипов, а её ARM-архитектура стала доминирующей на рынке мобильных однокристальных систем.
С января 2014 года Ист вошёл в состав совета директоров Rolls Royce и участвовал в планировании и разработке политики и деятельности компании. К обязанностям исполнительного директора он приступил со 2 июля 2015 года.

## Семья
Женат, имеет троих детей.